# Острожская, Катерина
Катажи́на (Катери́на, Екатери́на, Катари́на) Алекса́ндровна из Остро́жских Замо́йская (пол. Katarzyna Ostrogska; 1602—1642) — западнорусская княгиня, дочь одного из последних князей Острожских, воеводы волынского  Александра Васильевича Острожского и княгини Анны Костки (1575—1635), из рода магнатов герба Домброва.
По матери была внучкой Яна Костки, сандомирского воеводы, дважды (в 1573 и 1575) претендовавшего на трон короля Польши.
В 1620 году выдана замуж за воеводу киевского Томаша Замойского (1594—1638).
В браке с ним прижила:
- Яна «Собепана» Замойского (1627—1665), 3-й ордината Замойских (1638—1665), генерала земли подольской (1637), великого кравчего коронного (1653), великого подчашего коронного (1655), воеводу киевского (1658—1659) и сандомирского (1659—1665), старосту калушского и ростоцкого

- Гризельду Констанцию Замойскую (1623—1672), жену с 1639 г. воеводы русского князя Иеремии Михаила Вишневецкого (1612—1651), мать Михаила Корибута Вишневецкого, короля польского и великого князя литовского (с 1669 года).

- Иоанну Барбару Замойскую (1626—1653), жену с 1642 г. великого хорунжего коронного и воеводы сандомирского Александра Конецпольского (1620—1659)

Приходилась бабушкой Михаилу Корибуту Вишневецкому, королю польскому и великому князю литовскому (с 1669 года).